# 萊傑 (蒙大拿州)
萊傑（英語：Ledger）是位於美國蒙大拿州龐多雷縣的非建制地區。

## 歷史
萊傑的郵局自1923年營運至今。

## 地理
萊傑所處的海拔為高於海平面995米（即3264英呎），而該地所採用的時區為UTC-6，即北美山地時區（MST）。同時該地設有夏令時間，為UTC-7調快一小時，即UTC-6（MDT）。